# Yirrkala fusca
Yirrkala fusca är en fiskart som först beskrevs av Zuiew, 1793.  Yirrkala fusca ingår i släktet Yirrkala och familjen Ophichthidae. Inga underarter finns listade i Catalogue of Life.